# Carrollton, Georgia
Carrollton är en stad (city) i Carroll County, i delstaten Georgia, USA. Enligt United States Census Bureau har staden en folkmängd på 24 512 invånare (2011) och en landarea på 57,7 km². Carrollton är huvudort i Carroll County.